# Хътчинсън (окръг, Южна Дакота)
Вижте пояснителната страница за други значения на Хътчинсън.
Окръг Хътчинсън (на английски: Hutchinson County) е окръг в щата Южна Дакота, Съединени американски щати. Площта му е 2109 km², а населението - 7358 души (2017). Административен център е град Оливет.